# Myodermum ruficollis
Myodermum ruficollis är en skalbaggsart som beskrevs av Ernst Gustav Kraatz 1883. Myodermum ruficollis ingår i släktet Myodermum och familjen Cetoniidae. Inga underarter finns listade i Catalogue of Life.